# Zelení (Slowakei)
Zelení (deutsch: Grüne) war eine zwischen 2009 und 2013 bestehende politische Partei in der Slowakei, welche zwischen 2009 und 2011 den Namen AZEN – Aliancia za Európu národov (deutsch: AZEN – Bündnis für das Europa der Nationen) trug.

## Geschichte
Am 27. Oktober 2009 wurde die Partei unter dem Namen AZEN – Aliancia za Európu národov in das Register politických strán a politických hnutí (deutsch: „Register politischer Parteien und politischer Bewegungen“) eingetragen. Nachdem es in den beiden ersten Jahren des Bestehens der Partei zu mehreren Führungswechseln kam, übernahm im Dezember 2011 Pavel Hraško die Partei. In der Folge wurde die Partei in Zelení umbenannt und trat unter diesen Namen bei der Nationalratswahl 2012 mit einer eigenen Kandidatenliste an, auf welcher aber nur 15 von möglichen 150 Plätzen besetzt waren. Schlussendlich erhielt die Partei bei der Wahl 7860 Stimmen, was 0,30 Prozent entspricht. Damit scheiterte die Partei klar am Einzug in den Nationalrat. Knapp ein Jahr nach der Wahl ging die Partei am 26. Februar 2013 freiwillig in die Liquidation, welche am 29. Juli 2013 mit der Löschung aus dem Register politischer Parteien und politischer Bewegungen abgeschlossen wurde.